# 斯特雷格鎮區 (北達科他州麥克亨利縣)
斯特雷格鎮區（英語：Strege Township）是位於美國北達科他州麥克亨利縣的一個鎮區。

## 地方資料
斯特雷格鎮區的面積為93.73平方千米，當中陸地面積為91.34平方千米，而水域面積為2.39平方千米。根據2020年美國人口普查的數據，當地共有人口39人，而人口密度為每平方千米0.42人。